# Cibel-Cebon
Cibel-Cebon ist ein belgisches Radsportteam mit Sitz in Belsele.
Die Mannschaft wurde 2014 gegründet und nimmt als Continental Team an den UCI Continental Circuits teil. Manager ist Gaspard Van Petegem, der von dem Sportlichen Leiter Edwin Van Peteghem unterstützt wird.

## Saison 2018

### Erfolge in der UCI Europe Tour
Bei den Rennen der UCI Europe Tour im Jahr 2018 gelangen dem Team nachstehende Erfolge.
| Datum       | Rennen                         | Kat. | Fahrer          |
| ----------- | ------------------------------ | ---- | --------------- |
| 7. April    | 2. Etappe Circuit des Ardennes | 2.2  | Roy Jans        |
| 29. April   | Paris-Mantes-en-Yvelines       | 1.2  | Gianni Marchand |
| 12. Mai     | 4. Etappe Fléche du Sud        | 2.2  | Jimmy Janssens  |
| 9.–13. Mai  | Gesamtwertung Fléche du Sud    | 2.2  | Gianni Marchand |
| 9. Juni     | Dwars door de Vlaamse Ardennen | 1.2  | Robby Cobbaert  |
| 29. Juli    | 3. Etappe Kreiz Breizh Elites  | 2.2  | Jimmy Janssens  |
| 13. Oktober | De Kustpijl                    | 1.2  | Timothy Stevens |

## Saison 2017

### Erfolge in der UCI Europe Tour
Bei den Rennen der UCI Europe Tour im Jahr 2017 gelangen dem Team nachstehende Erfolge.
| Datum    | Rennen                              | Kat. | Fahrer          |
| -------- | ----------------------------------- | ---- | --------------- |
| 15. Juni | 1. Etappe Tour de Savoie Mont-Blanc | 2.2  | Jimmy Janssens  |
| 17. Juni | 3. Etappe Tour de Savoie Mont-Blanc | 2.2  | Kevin De Jonghe |
| 29. Juli | 1. Etappe Kreiz Breizh Elites       | 2.2  | Joeri Stallaert |

### Mannschaft
| Teamkader 2017                            | Teamkader 2017     | Teamkader 2017 | Teamkader 2017                            |
| Name                                      | Geburtsdatum       | Land           | Vorheriges Team                           |
| ----------------------------------------- | ------------------ | -------------- | ----------------------------------------- |
| Robby Cobbaert                            | 27. Dezember 1990  | Belgien        | Home Solution-Anmapa-Soenens (2016)       |
| Dennis Coenen                             | 13. November 1991  | Belgien        | Crelan-Vastgoedservice (2016)             |
| Alexander Cools                           | 13. April 1994     | Belgien        | Superano Ham-Isorex (2016)                |
| Stijn De Bock                             | 30. September 1993 | Belgien        | Baguet-MIBA Poorten-Indulek-Derito (2016) |
| Kevin De Jonghe                           | 4. Dezember 1991   | Belgien        | Topsport Vlaanderen-Baloise (2014)        |
| Johannes De Paepe                         | 5. Oktober 1992    | Belgien        | Van Der Vurst-Hiko (2015)                 |
| Mathias De Witte                          | 29. März 1993      | Belgien        | VL Technics-Experza-Abutriek (2016)       |
| Michiel Dieleman                          | 29. April 1990     | Belgien        | Smartphoto (2015)                         |
| Jimmy Janssens                            | 30. Mai 1989       | Belgien        | Team 3M (2016)                            |
| Alexander Maes                            | 20. Juni 1993      | Belgien        | Home Solution-Anmapa-Soenens (2016)       |
| Gianni Marchand                           | 1. Juni 1990       | Belgien        | KSV Deerlijk-Gaverzicht (2015)            |
| Jan Reynaerts                             | 30. Juli 1997      | Belgien        | Home Solution-Anmapa-Soenens (2016)       |
| Wim Reynaerts                             | 12. Mai 1995       | Belgien        | Cibel-Cebon (2016)                        |
| Brecht Ruyters                            | 14. Mai 1993       | Belgien        | VL Technics-Experza-Abutriek (2016)       |
| Joeri Stallaert                           | 25. Januar 1991    | Belgien        | Veranclassic-Doltcini (2014)              |
| Seppe Verschuere                          | 6. Januar 1994     | Belgien        | VL Technics-Experza-Abutriek (2016)       |
|                                           |                    |                |                                           |
| Quellen: ProCyclingStats Cycling Quotient |                    |                |                                           |

## Platzierungen in UCI-Ranglisten
UCI Europe Tour
| Saison | Mannschaftswertung | Fahrerwertung          |
| ------ | ------------------ | ---------------------- |
| 2014   | 76.                | Oliver Naesen (96.)    |
| 2015   | 95.                | Joeri Stallaert (185.) |
| 2016   | 60.                | Joeri Stallaert (193.) |

UCI Asia Tour
| Saison    | Mannschaftswertung | Fahrerwertung           |
| --------- | ------------------ | ----------------------- |
| 2014-2015 | -                  | -                       |
| 2016      | 94.                | Michiel Dieleman (558.) |

UCI Africa Tour
| Saison | Mannschaftswertung | Fahrerwertung   |
| ------ | ------------------ | --------------- |
| 2014   | -                  | -               |
| 2015   | 13.                | Guy Smet (105.) |
| 2016   | -                  | -               |